# Vicente Guerrero, San Juan de Guadalupe
Vicente Guerrero är en ort i Mexiko.   Den ligger i kommunen San Juan de Guadalupe och delstaten Durango, i den centrala delen av landet, 700 km nordväst om huvudstaden Mexico City. Vicente Guerrero ligger 1 710 meter över havet och antalet invånare är 218.
Terrängen runt Vicente Guerrero är platt norrut, men söderut är den kuperad. Terrängen runt Vicente Guerrero sluttar norrut.  Trakten runt Vicente Guerrero är nära nog obefolkad, med mindre än två invånare per kvadratkilometer. Närmaste större samhälle är San Juan de Guadalupe, 18,6 km nordväst om Vicente Guerrero. Omgivningarna runt Vicente Guerrero är i huvudsak ett öppet busklandskap.